# Трубецкой, Григорий Николаевич
Князь Григо́рий Никола́евич Трубецко́й (14 [26] сентября 1873, село Ахтырка, Дмитровский уезд, Московская губерния — 6 января 1930, Кламар, Франция) — русский общественный, церковный и политический деятель, дипломат, публицист из рода Трубецких. Сын Н. П. Трубецкого, брат князей Петра, Сергея и Евгения Николаевичей.

## Биография
Родился в семье калужского вице-губернатора.
Учился в гимназии в Калуге. По возвращении семьи в 1887 году в Москву гимназическое образование заканчивал там. Окончил историко-филологический факультет Императорского Московского университета, со степенью кандидата (1896).
С 1897 года — секретарь консульства в Азиатском департаменте Министерства иностранных дел, с 1903 года — первый секретарь посольства в Стамбуле. Далее — работа дипломата в Германии.
В 1905 году вышел в отставку. С 1906 года — член президиума «Клуба независимых», член Партии мирного обновления, в 1907—1908 годах — соиздатель с Е. Н. Трубецким общественно-политического журнала «Московский еженедельник», с 1912 года — член «Кружка ищущих христианского просвещения» M. A. Новосёлова, камергер.

В 1912 году был приглашен министром иностранных дел С. Д. Сазоновым встать во главе ближневосточного отдела МИДа. 
Его новая роль не вызвала ни малейшего удивления, настолько этот москвич, либерал и конституционалист, в котором не было никаких следов петербургского чиновника, казался призванным, по праву и справедливости, взять в свои руки важный рычаг русской государственной машины. Трубецкой знал, что машина эта сложна, что в ней нет места импровизации, что она сильнее индивидуального усилия, что в ней есть традиции и что без этих традиций она существовать не может. И в то же время он сознательно принес в работу на государственном станке свои собственные, свободно выросшие мысли, своё собственное понимание русских государственных задач, мысли и понимание, которыми он никогда не поступился бы и которые ни при каких условиях он не принес бы в жертву никаким выгодам и никакой «карьере».
Находясь в отпуске, принял назначение чрезвычайным посланником и полномочным министром в Сербии после смерти 10 июля (27 июня) 1914 года на этом посту Н. Г. Гартвига. Приступил к обязанностям после ультиматума 23 июля (10 июля), предъявленного Австро-Венгрией Сербии, после которого произошёл дипломатический июльский кризис. Из-за нужды в нём МИДа был оставлен министром С. Д. Сазоновым в столице до середины ноября 1914 года. Трубецкой вступил в управление миссией, которая вместе с правительством ранее отступила в город Ниш, 8 декабря (25 ноября) 1914 года, в период побед сербской армии над австро-венгерскими войсками. В следующем году во время отступления сербской армии, которое превратилось в исход, эвакуировался с нею и правительством на о. Корфу. 2 марта (18 февраля) 1916 года Трубецкой вместе с сербским правительством, которое отправлялось в союзные страны, испросив в МИДе отпуск, отплыл в Италию. Оттуда через Париж, Лондон и Стокгольм прибыл 26 марта в столицу. Место посланника в Сербии оставалось за ним по 1917 год. Действительный статский советник (1916). Исполнял обязанности директора Дипломатической канцелярии Верховного главнокомандующего (с марта 1917).
Член  Всероссийского Поместного Собора (1917—1918) по избранию от действующей армии, участвовал во всех трёх сессиях, член VI отдела.
С ноября 1917 года — в рядах Правого центра — антибольшевистской подпольной организации в Москве. В конце декабря 1917 года по её решению прибыл в Новочеркасск, где чуть позднее вошёл в состав сформированного Донского гражданского совета при генерале Алексееве, основателе Добровольческой армии. С уходом армии в Первый Кубанский поход, в котором гражданские лица были бесполезны, вернулся в начале марта 1918 года в Москву. Летом 1918 года по заданию Правого центра выехал сначала на занятую немцами Украину, а оттуда — в добровольческий Екатеринодар.
В 1919 году — товарищ председателя, член II и III отделов, 1-й и 3-й комиссий Юго-Восточного Русского Церковного Собора.

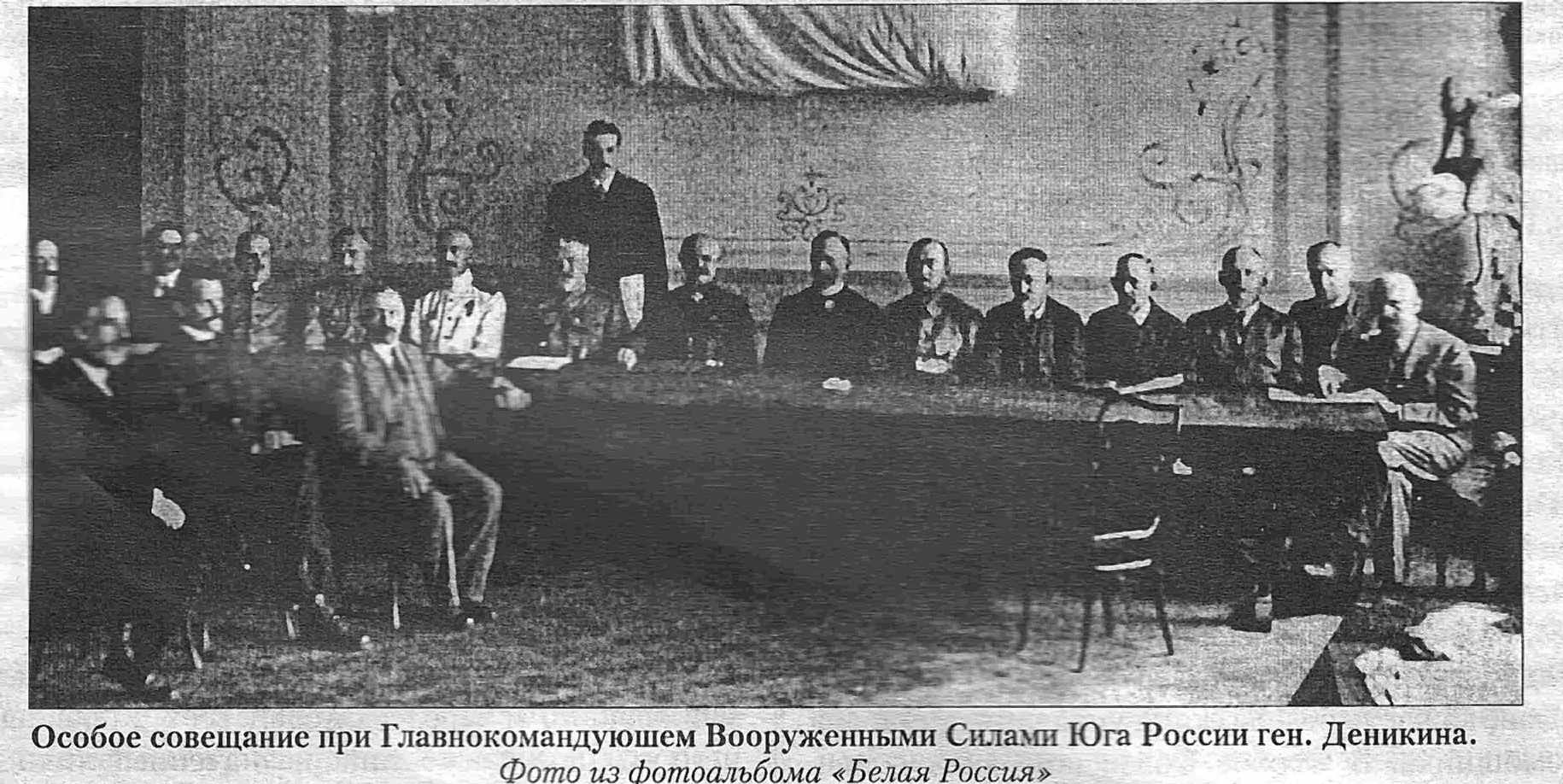
Одно из заседаний Особого совещания. Г. Н. Трубецкой — крайний справа

В конце июля 1919 года ему предложили организовать Временное управление по делам исповеданий и войти с ним в состав Особого совещания при главкоме ВСЮР А. И. Деникине, на котором он впервые присутствовал 26 августа.

В конце января 1920 года получил назначение на должность Главноуполномоченного по делам беженцев в Королевстве сербов, хорватов и словенцев. Ему был предоставлен штат и денежные средства. Погрузившись на корабль вместе с семьёй, спасая этим рейсом своих родных и знакомых, он смог выйти на этом английском судне 7 февраля в Стамбул. Через Болгарию добрался до Королевства СХС, её столицы Белграда. План организации помощи соотечественникам был нарушен падением Одессы и прибытием из неё в Королевство больших партий беженцев до приезда Управления главноуполномоченного. 18 апреля он по вызову Врангеля прибыл в Севастополь. 

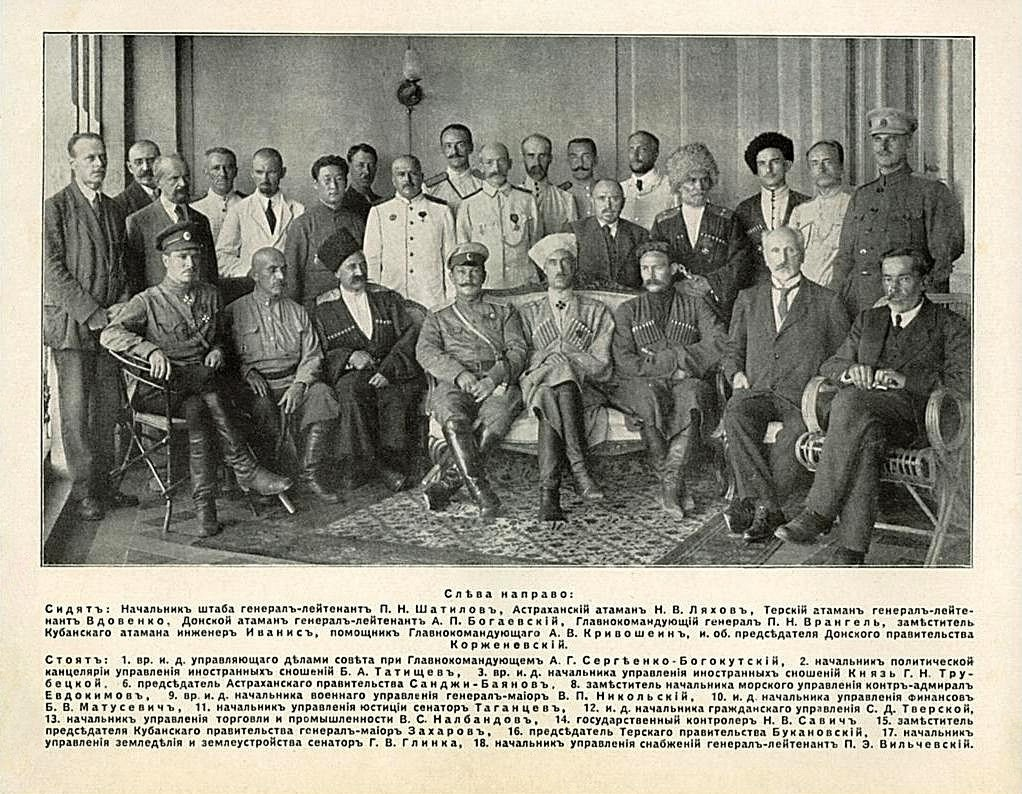
Участники подписания соглашения Правителя и Главнокомандующего Вооруженными Силами на Юге России П. Н. Врангеля с атаманами и правительствами Дона, Кубани, Терека и Астрахани. Крым, Севастополь, 4 августа 1920 года

 В составе правительства П. Н. Врангеля замещал П. Б. Струве, начальника управления иностранных сношений, в его отсутствие с мая по август.
После сдачи дел уехал из Крыма и с 1920 года жил в Австрии, затем осенью 1923 года переехал во Францию и поселился в Кламаре под Парижем. Личный секретарь и советник великого князя Николая Николаевича. Участвовал в реализации его политических планов и А. П. Кутепова по политическому объединению русского зарубежья (газета «Возрождение» под редакцией П. Б. Струве) и борьбе против большевиков (РОВС).
Поддерживал Русское студенческое христианское движение (РСХД), принимал активное участие в организации Свято-Сергиевского православного богословского института в Париже (с 1927 г. — член Попечительного о нём комитета) и открытии Парижского отделения Русской религиозно-философской академии. В 1927 году — один из членов-учредителей общества «Икона», которое действует по настоящее время, делегат Епархиального собрания в Париже. Состоял в юрисдикции митр. Евлогия (Георгиевского). Публиковался в зарубежной русской печати — в частности, в издаваемых под редакцией П. Б. Струве газете «Возрождение» (1925—1927), еженедельниках «Россия» (1927—1928) и «Россия и славянство» (1928—1934).

## Награды
Награждён орденами св. Станислава III степени, св. Владимира IV степени, болгарским св. Александра «За гражданские заслуги» III степени, сербским Таковского креста III степени, черногорским кн. Даниила Первого IV степени.

## Семья

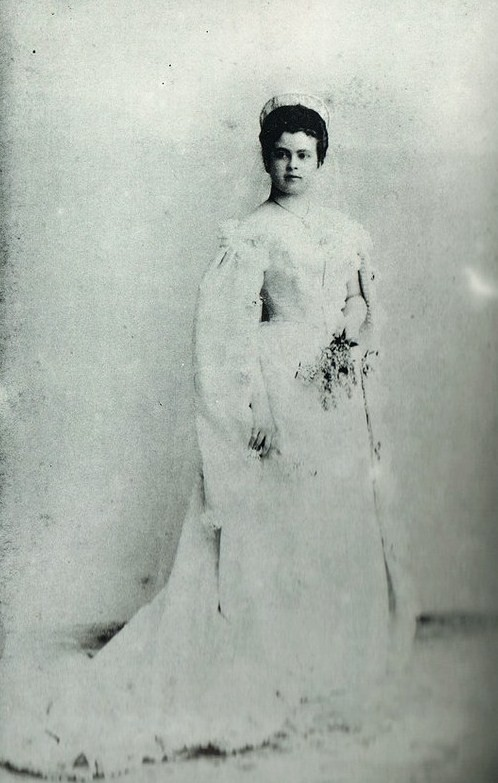
Мария Трубецкая, жена

Жена (с 1901 года) — Мария Константиновна Бутенёва (23.02.1881—30.10.1943), внучка А. П. Бутенёва; дочь графа (с 1899) Константина Аполлинариевича Бутенева (с 1899 г. — Хрептович-Бутенева) от брака с Верой Васильевной Ильиной. По словам М. М. Осоргина, Мария Константиновна не сразу согласилась стать женой Трубецкого и сперва ему отказала, но тронутая его несчастьем при кончине матери, сама, при посредстве их общего дяди Сергея Алексеевича Лопухина, вызвала к себе и дала ему слово. В 1901—1905 годах жила в Константинополе по месту дипломатической службы мужа. В 1915 году по её инициативе был сформирован отряд Красного креста для оказания помощи больным и раненым воинам и мирному населению в Сербии. В 1920 году эмигрировала с семьёй в Королевство сербов, хорватов и словенцев, где организовала госпиталь для раненых и больных солдат, затем переехала в Австрию. С 1923 года жила во Франции. С 1937 года являлась вице-президентом Общества «Икона» в Париже. Была одной из центральных фигур в среде русской эмиграции и оказывала помощь и поддержку всем нуждающимся. Умерла в Кламаре и была похоронена на местном кладбище. Дети:
- Константин Григорьевич (07.03.1902, Москва — 17.03.1920, Перекоп, Крым), убит
- Николай Григорьевич (09.09.1903, Константинополь — 09.11.1961, Монреаль, Канада)
- Михаил Григорьевич (13.05.1905, Константинополь — 1989, Монреаль, Канада)
- Сергей Григорьевич (15.12.1906, Москва — 26.10.2003, Нью-Йорк, США)
- Пётр Григорьевич (02.01.1910, Москва — 28.10.1965, Москва)
- Григорий Григорьевич (родился и умер в 1912 году)